# Rivers, Manitoba
Rivers är en ort i Kanada.   Den ligger i provinsen Manitoba, i den sydöstra delen av landet, 1 900 km väster om huvudstaden Ottawa. Rivers ligger 478 meter över havet och antalet invånare är 1 165.
Terrängen runt Rivers är platt, och sluttar söderut. Trakten runt Rivers är nära nog obefolkad, med mindre än två invånare per kvadratkilometer.. Rivers är det största samhället i trakten.
Trakten runt Rivers består till största delen av jordbruksmark.